# وودلند (مینه‌سوتا)
وودلند، مینه‌سوتا (به انگلیسی: Woodland, Minnesota) یک شهر در ایالات متحده آمریکا است که در شهرستان هنپین، مینه‌سوتا واقع شده‌است.

## خصوصیات
وودلند ۱٫۶۱ کیلومترمربع مساحت و ۴۳۷ نفر جمعیت دارد و ۲۹۰ متر بالاتر از سطح دریا واقع شده‌است.